# Parimbalang
Parimbalang is een bestuurslaag in het regentschap Karo van de provincie Noord-Sumatra, Indonesië. Parimbalang telt 255 inwoners (volkstelling 2010).